# Ordini, decorazioni e medaglie della Repubblica Socialista Federale di Jugoslavia
Gli ordini, decorazioni e medaglie della Repubblica Socialista Federale di Jugoslavia furono creati durante la seconda guerra mondiale e utilizzati per tutta l'esistenza della Repubblica Socialista Federale di Jugoslavia.
Le prime decorazioni furono create il 15 marzo del 1943 e includevano: l'ordine dell'Eroe nazionale, l'ordine della Liberazione nazionale, l'ordine della Stella partigiana, l'ordine della Fratellanza ed unità, l'ordine e la medaglia per il Coraggio. Dal 1960 il numero totale delle decorazioni giunse a 42 e consisteva di 35 ordini, 6 medaglie e 1 medaglia commemorativa. I disegnatori degli ordini jugoslavi e delle medaglie furono Antun Augustinčić e Đorđe Andrejević Kun.

## Ordini
| No. | Ordine                                                                   | Rappresentazione                | Data di costituzione            | Grado                           |
| --- | ------------------------------------------------------------------------ | ------------------------------- | ------------------------------- | ------------------------------- |
| 1.  | Ordine della stella jugoslava                                            | Ordine della stella jugoslava   | Ordine della stella jugoslava   | Ordine della stella jugoslava   |
| 1.  | Ordine della Grande stella jugoslava                                     |                                 | 1º febbraio 1954                | 1.                              |
| 1.  | Ordine della Stella Jugoslava con fascia                                 |                                 | 1º febbraio 1954                | 6.                              |
| 1.  | Ordine della Stella Jugoslava con corona dorata                          |                                 | 1º febbraio 1954                | 14.                             |
| 1.  | Ordine della Stella Jugoslava su collana                                 |                                 | 1º febbraio 1954                | 24.                             |
| 2.  | Ordine della Libertà                                                     |                                 | 12 giugno 1945                  | 2.                              |
| 3.  | Ordine dell'Eroe popolare                                                |                                 | 15 agosto 1943                  | 3.                              |
| 4.  | Ordine dell'Eroe del lavoro socialista                                   |                                 | 8 dicembre 1948                 | 4.                              |
| 5.  | Ordine della Liberazione nazionale                                       |                                 | 15 agosto 1943                  | 5.                              |
| 6.  | Ordine della Bandiera di guerra                                          |                                 | 29 dicembre 1951                | 7.                              |
| 7.  | Ordine della Bandiera Jugoslava                                          | Ordine della Bandiera Jugoslava | Ordine della Bandiera Jugoslava | Ordine della Bandiera Jugoslava |
| 7.  | Ordine della Bandiera Jugoslava con fascia (I classe)                    |                                 | 26 novembre 1947                | 8.                              |
| 7.  | Ordine della Bandiera Jugoslava con corona d'oro (II classe)             |                                 | 14 novembre 1955                | 19.                             |
| 7.  | Ordine della Bandiera Jugoslava con corona d'oro su collana (III classe) |                                 | 26 novembre 1947                | 28.                             |
| 7.  | Ordine della Bandiera Jugoslava con stella d'oro (IV classe)             |                                 | 26 novembre 1947                | 32.                             |
| 7.  | Ordine della Bandiera Jugoslava con stella d'argento (V classe)          |                                 | 26 novembre 1947                | 35.                             |
| 8.  | Ordine della Stella Partigiana                                           | Ordine della Stella Partigiana  | Ordine della Stella Partigiana  | Ordine della Stella Partigiana  |
| 8.  | Ordine della Stella Partigiana con corona d'oro (I classe)               |                                 | 15 agosto 1943                  | 9.                              |
| 8.  | Ordine della Stella Partigiana con corona d'argento (II classe)          |                                 | 15 agosto 1943                  | 17.                             |
| 8.  | Ordine della Stella Partigiana con carabina (III classe)                 |                                 | 15 agosto 1943                  | 29.                             |
| 9.  | Ordine della Repubblica                                                  | Ordine della Repubblica         | Ordine della Repubblica         | Ordine della Repubblica         |
| 9.  | Ordine della Repubblica con corona d'oro (I classe)                      |                                 | 2 luglio 1960                   | 10.                             |
| 9.  | Ordine della Repubblica con corona d'argento (II classe)                 |                                 | 2 luglio 1960                   | 18.                             |
| 9.  | Ordine della Repubblica con corona di bronzo (III classe)                |                                 | 2 luglio 1960                   | 27.                             |
| 10. | Ordine dei Meriti per il Popolo                                          | Ordine dei Meriti per il Popolo | Ordine dei Meriti per il Popolo | Ordine dei Meriti per il Popolo |
| 10. | Ordine dei Meriti per il Popolo con stella d'oro (I classe)              |                                 | 9 giugno 1945                   | 11.                             |
| 10. | Ordine dei Meriti per il Popolo con raggi d'argento (II classe)          |                                 | 9 giugno 1945                   | 20.                             |
| 10. | Ordine dei Meriti per il Popolo con stella d'argento (III classe)        |                                 | 9 giugno 1945                   | 30.                             |
| 11. | Ordine di Fratellanza e Unità                                            | Ordine di Fratellanza e Unità   | Ordine di Fratellanza e Unità   | Ordine di Fratellanza e Unità   |
| 11. | Ordine di Fratellanza e Unità con corona d'oro (I classe)                |                                 | 15 agosto 1943                  | 12.                             |
| 11. | Ordine di Fratellanza e Unità con corona d'argento (II classe)           |                                 | 15 agosto 1943                  | 21.                             |
| 12. | Ordine dell'Armata Nazionale                                             | Ordine dell'Armata Nazionale    | Ordine dell'Armata Nazionale    | Ordine dell'Armata Nazionale    |
| 12. | Ordine dell'Armata Nazionale con corona d'oro (I classe)                 |                                 | 29 dicembre 1951                | 13.                             |
| 12. | Ordine dell'Armata Nazionale con stella d'oro (II classe)                |                                 | 29 dicembre 1951                | 22.                             |
| 12. | Ordine dell'Armata Nazionale con stella d'argento (III classe)           |                                 | 29 dicembre 1951                | 31.                             |
| 13. | Ordine del Lavoro                                                        | Ordine del Lavoro               | Ordine del Lavoro               | Ordine del Lavoro               |
| 13. | Ordine del Lavoro con bandiera rossa (I classe)                          |                                 | 1º maggio 1945                  | 15.                             |
| 13. | Ordine del Lavoro con corona d'oro (II classe)                           |                                 | 1º maggio 1945                  | 25.                             |
| 13. | Ordine del Lavoro con corona d'argento (III classe)                      |                                 | 1º maggio 1945                  | 33.                             |
| 14. | Ordine dei Meriti Militari                                               | Ordine dei Meriti Militari      | Ordine dei Meriti Militari      | Ordine dei Meriti Militari      |
| 14. | Ordine dei Meriti Militari con la grande stella (I classe)               |                                 | 29 dicembre 1951                | 16.                             |
| 14. | Ordine dei Meriti Militari con spade d'oro (II classe)                   |                                 | 29 dicembre 1951                | 26.                             |
| 14. | Ordine dei Meriti Militari con spade d'argento (III classe)              |                                 | 29 dicembre 1951                | 34.                             |
| 15. | Ordine per la Coraggiosità                                               |                                 | 15 agosto 1943                  | 23.                             |
| 16. | Ordine della Stella di Karađorđe con spade                               |                                 | 28 maggio 1915                  | 36.                             |
| 17. | Ordine dell'Aquila Bianca a Due Teste con spade                          |                                 | 23 gennaio 1883                 | 37.                             |

## Medaglie
| Grado | Medaglia                          | nastrino | Data di costituzione | Numero di premiati |
| ----- | --------------------------------- | -------- | -------------------- | ------------------ |
| 1     | Medaglia al coraggio              |          | 15 agosto 1943       | 205,590            |
| 2     | Medaglia per meriti per il popolo |          | 9 giugno 1945        | 430,666            |
| 3     | Medaglia al lavoro                |          | 1º maggio 1945       | 133,233            |
| 4     | Medaglia per meriti militari      |          | 1º gennaio 1952      | 87,699             |
| 5     | Medaglia per virtù militari       |          | 29 dicembre 1951     | 115,589            |
| 6     | Medaglia per meriti               |          | 1955                 | 845                |

### Medaglia commemorativa
| Grado | medaglia commemorativa                         | Nastro | Data di costituzione | Numero premiati |
| ----- | ---------------------------------------------- | ------ | -------------------- | --------------- |
| 1     | Medaglia commemorativa dei partigiani del 1941 |        | 14 settembre 1944    | 27,629          |

In un primo momento, la medaglia commemorativa dei partigiani del 1941 fu considerata essere il più basso degli ordini rispetto agli altri, ma successivamente perse questa considerazione di essere "fuori posto" rispetto ai gruppi prima elencati e fu elencato anch'esso sotto le medaglie.

### Altre medaglie
| Grado | Medaglia | Nastro | Data di costituzione | Numero premiati |
| ----- | --- | ------ | -------------------- | --------------- |
|       | Medaglia "Morte al fascismo, libertà al popolo"                                                                          |        | 1965                 | 7,960           |
|       | Medaglia "10 anni dell'Esercito jugoslavo"                                                                               |        | 1951                 |                 |
|       | Medaglia "20 anni dell'Esercito popolare jugoslavo"                                                                      |        | 1961                 |                 |
|       | Medaglia "30 anni dell'Esercito popolare jugoslavo"                                                                      |        | 1971                 |                 |
|       | Medaglia "30 anni di vittoria sul fascismo"                                                                              |        | 1975                 |                 |
|       | Medaglia "40 anni dell'Esercito popolare jugoslavo"                                                                      |        | 1981                 |                 |
|       | Medaglia "50 anni dell'Esercito popolare jugoslavo"                                                                      |        | 1991                 |                 |
|       | Medaglia per l'esimio tiratore scelto                                                                                    |        | 1953                 |                 |
|       | Medaglia per i partecipanti della visita del Presidente Tito in India e Birmania del 1954-1955                           |        | 1955                 | 1,200           |
|       | Medaglie dell'Associazione dei combattenti jugoslavi nelle Brigate internazionali in Spagna (due medaglie vinte insieme) |        | 1956                 | 250 each        |